# Oh Sheila
Oh Sheila is een nummer van de Amerikaanse R&B-groep Ready for the World uit 1985. Het is de derde single van hun titelloze debuutalbum.

## Achtergrondinformatie
Het nummer wordt vaak verward met het werk van Prince. Toen de plaat net was uitgebracht, werd gedacht dat Prince het nummer uitbracht onder een pseudoniem. De stijl en titel van het nummer (Prince werkte destijds veel samen met Sheila E.) droegen daaraan bij. De mannen van Ready for the World lieten zich voor het nummer echter wel inspireren door Prince. Met Sheila E. heeft de tekst niets te maken; zanger Marvin Riley probeerde verschillende meisjesnamen uit, het zou bijna "Lisa" worden, maar "Sheila" klonk toch beter.
"Oh Sheila" werd een grote hit in Noord-Amerika en bereikte de nummer 1-positie in de Amerikaanse Billboard Hot 100. In de Nederlandse Top 40 was het succes iets bescheidener met een 24e positie, terwijl het in de Vlaamse Radio 2 Top 30 een stuk succesvoller was met een 9e positie.

## Tracklijst
7
1. "Oh Sheila" (singleversie) – 3:36
2. "I'm the One Who Loves You" – 3:20

12-inch vinyl version
1. "Oh Sheila" (extended) – 6:48
2. "Oh Sheila" (Dubstramental) – 4:00
3. "Oh Sheila" (a cappella)" – 3:54